# Oscarverleihung 1982
Übersicht aller ausgezeichneten Filme

◄◄ | ◄ | 1978 | 1979 | 1980 | 1981 | Oscarverleihung 1982 | 1983 | 1984 | 1985 | 1986 | ► | ►►

Weitere Ereignisse
Die Oscarverleihung 1982 fand am 29. März 1982 im Dorothy Chandler Pavilion in Los Angeles statt. Es waren die 54th Annual Academy Awards. Im Jahr der Auszeichnung werden immer Filme des vergangenen Jahres ausgezeichnet, in diesem Fall also die Filme des Jahres 1981.
In diesem Jahr wurde zum ersten Mal der Oscar in der Kategorie Beste Maske verliehen.
| Film                                     | N  | A |
| ---------------------------------------- | -- | - |
| Reds                                     | 12 | 3 |
| Am goldenen See                          | 10 | 3 |
| Jäger des verlorenen Schatzes            | 8  | 4 |
| Ragtime                                  | 8  | 0 |
| Die Stunde des Siegers                   | 7  | 4 |
| Atlantic City, USA                       | 5  | 0 |
| Die Geliebte des französischen Leutnants | 5  | 0 |
| Arthur – Kein Kind von Traurigkeit       | 4  | 2 |
| Mrs. Hines und Tochter                   | 3  | 0 |
| Die Sensationsreporterin                 | 3  | 0 |
| Tanz in den Wolken                       | 3  | 0 |
| Der Drachentöter                         | 2  | 0 |

## Moderation
- Johnny Carson

## Gewinner und Nominierte

### Bester Film
präsentiert von Loretta Young
Die Stunde des Siegers (Chariots of Fire) – David Puttnam
Am goldenen See (On Golden Pond) – Bruce Gilbert
Atlantic City, USA (Atlantic City) – Denis Héroux
Jäger des verlorenen Schatzes (Raiders of the Lost Ark) – Frank Marshall
Reds – Warren Beatty

### Beste Regie
präsentiert von Jack Lemmon und Walter Matthau
Warren Beatty – Reds
Hugh Hudson – Die Stunde des Siegers (Chariots of Fire)
Louis Malle – Atlantic City, USA (Atlantic City)
Mark Rydell – Am goldenen See (On Golden Pond)
Steven Spielberg – Jäger des verlorenen Schatzes (Raiders of the Lost Ark)

### Bester Hauptdarsteller
präsentiert von Sissy Spacek
Henry Fonda – Am goldenen See (On Golden Pond) 
Warren Beatty – Reds
Burt Lancaster – Atlantic City, USA (Atlantic City)
Dudley Moore – Arthur – Kein Kind von Traurigkeit (Arthur)
Paul Newman – Die Sensationsreporterin (Absence of Malice)

### Beste Hauptdarstellerin
präsentiert von Jon Voight
Katharine Hepburn – Am goldenen See (On Golden Pond) 
Diane Keaton – Reds
Marsha Mason – Mrs. Hines und Tochter (Only When I Laugh)
Susan Sarandon – Atlantic City, USA (Atlantic City)
Meryl Streep – Die Geliebte des französischen Leutnants (The French Lieutenant’s Woman)

### Bester Nebendarsteller
präsentiert von Carol Burnett und Joel Grey
John Gielgud – Arthur – Kein Kind von Traurigkeit (Arthur) 
James Coco – Mrs. Hines und Tochter (Only When I Laugh)
Ian Holm – Die Stunde des Siegers (Chariots of Fire)
Jack Nicholson – Reds
Howard Rollins – Ragtime

### Beste Nebendarstellerin
präsentiert von Timothy Hutton
Maureen Stapleton – Reds
Melinda Dillon – Die Sensationsreporterin (Absence of Malice)
Jane Fonda – Am goldenen See (On Golden Pond)
Joan Hackett – Mrs. Hines und Tochter (Only When I Laugh)
Elizabeth McGovern – Ragtime

### Bestes Originaldrehbuch
präsentiert von Jerzy Kosiński
Colin Welland – Die Stunde des Siegers (Chariots of Fire) 
Warren Beatty, Trevor Griffiths – Reds
Steve Gordon – Arthur – Kein Kind von Traurigkeit (Arthur)
John Guare – Atlantic City, USA (Atlantic City)
Kurt Luedtke – Die Sensationsreporterin (Absence of Malice)

### Bestes adaptiertes Drehbuch
präsentiert von Jerzy Kosiński
Ernest Thompson – Am goldenen See (On Golden Pond) 
Jay Presson Allen, Sidney Lumet – Prince of the City
Harold Pinter – Die Geliebte des französischen Leutnants (The French Lieutenant’s Woman)
Dennis Potter – Tanz in den Wolken (Pennies from Heaven)
Michael Weller – Ragtime

### Beste Kamera
präsentiert von Chevy Chase und Rachel Ward
Vittorio Storaro – Reds
Miroslav Ondříček – Ragtime
Douglas Slocombe – Jäger des verlorenen Schatzes (Raiders of the Lost Ark)
Alex Thomson – Excalibur
Billy Williams – Am goldenen See (On Golden Pond)

### Bestes Szenenbild
präsentiert von Karen Allen und Howard Rollins
Leslie Dilley, Michael D. Ford, Norman Reynolds – Jäger des verlorenen Schatzes (Raiders of the Lost Ark) 
James L. Berkey, Tambi Larsen – Heaven’s Gate
George DeTitta Jr., George DeTitta Sr., John Graysmark, Peter Howitt, Tony Reading, Patrizia von Brandenstein – Ragtime
Assheton Gorton, Ann Mollo – Die Geliebte des französischen Leutnants (The French Lieutenant’s Woman)
Michael Seirton, Richard Sylbert – Reds

### Bestes Kostüm-Design
präsentiert von Morgan Fairchild und Robert Hays
Milena Canonero – Die Stunde des Siegers (Chariots of Fire) 
Anna Hill Johnstone – Ragtime
Bob Mackie – Tanz in den Wolken (Pennies from Heaven)
Tom Rand – Die Geliebte des französischen Leutnants (The French Lieutenant’s Woman)
Shirley Russell – Reds

### Beste Maske
präsentiert von Kim Hunter und Vincent Price
Rick Baker – American Werewolf (An American Werewolf In London) 
Stan Winston – Herzquietschen (Heartbeeps)

### Beste Filmmusik
präsentiert von William Hurt und Kathleen Turner
Vangelis – Die Stunde des Siegers (Chariots of Fire) 
Dave Grusin – Am goldenen See (On Golden Pond)
Randy Newman – Ragtime
Alex North – Der Drachentöter (Dragonslayer)
John Williams – Jäger des verlorenen Schatzes (Raiders of the Lost Ark)

### Bester Song
präsentiert von Bette Midler
„Arthur’s Theme (Best That You Can Do)“ aus Arthur – Kein Kind von Traurigkeit (Arthur) – Peter Allen, Burt Bacharach, Christopher Cross, Carole Bayer Sager
„Endless Love“ aus Endlose Liebe (Endless Love) – Lionel Richie
„The First Time It Happens“ aus Die große Muppet-Sause (The Great Muppet Caper) – Joe Raposo
„For Your Eyes Only“ aus James Bond 007 – In tödlicher Mission (For Your Eyes Only) – Bill Conti, Michael Leeson
„One More Hour“ aus Ragtime – Randy Newman

### Bester Schnitt
präsentiert von Ursula Andress und Harry Hamlin
Michael Kahn – Jäger des verlorenen Schatzes (Raiders of the Lost Ark) 
Dede Allen, Craig McKay – Reds
John Bloom – Die Geliebte des französischen Leutnants (The French Lieutenant’s Woman)
Terry Rawlings – Die Stunde des Siegers (Chariots of Fire)
Robert L. Wolfe – Am goldenen See (On Golden Pond)

### Bester Ton
präsentiert von Christopher Atkins und Kristy McNichol
Roy Charman, Gregg Landaker, Steve Maslow, Bill Varney – Jäger des verlorenen Schatzes (Raiders of the Lost Ark) 
Tom Fleischman, Simon Kaye, Dick Vorisek – Reds
Robert W. Glass Jr., Robin Gregory, Robert Thirlwell, John Wilkinson – Outland – Planet der Verdammten (Outland)
Jay M. Harding, Michael J. Kohut, Al Overton Jr., Richard Tyler – Tanz in den Wolken (Pennies from Heaven)
Richard Portman, David M. Ronne – Am goldenen See (On Golden Pond)

### Beste Spezialeffekte
präsentiert von Dan Aykroyd
Richard Edlund, Joe Johnston, Bruce Nicholson, Kit West – Jäger des verlorenen Schatzes (Raiders of the Lost Ark) 
Brian Johnson, Dennis Muren, Ken Ralston, Phil Tippett – Der Drachentöter (Dragonslayer)

### Bester animierter Kurzfilm
präsentiert von Paul Williams und Debra Winger
Crac – Frédéric Back
The Creation – Will Vinton
The Tender Tale of Cinderella Penguin – Janet Perlman

### Bester Kurzfilm
präsentiert von Paul Williams und Debra Winger
Violet – Paul Kemp, Shelley Levinson
Couples and Robbers – Christine Oestreicher
First Winter – John N. Smith

### Bester Dokumentarfilm (Kurzfilm)
präsentiert von Richard Benjamin und Paula Prentiss
Close Harmony – Nigel Noble
Americas in Transition – Obie Benz
Journey for Survival – Dick Young
See What I Say – Pam LeBlanc, Linda Chapman, Freddi Stevens-Jacobi
Urge to Build – Roland Hallé, John Hoover

### Bester Dokumentarfilm
präsentiert von Richard Benjamin und Paula Prentiss
Genocide – Marvin Hier, Arnold Schwartzman
Against Wind and Tide: A Cuban Odyssey – Suzanne Bauman, Jim Burroughs, Paul Neshamkin
Brooklyn Bridge – Ken Burns
Eight Minutes to Midnight: A Portrait of Dr. Helen Caldicott – Mary Benjamin, Boyd Estus, Susanne Simpson
El Salvador: Another Vietnam – Glenn Silber, Teté Vasconcellos

### Bester fremdsprachiger Film
Mephisto, Ungarn – István Szabó
Das Boot ist voll, Schweiz – Markus Imhoof
Drei Brüder (Tre fratelli), Italien – Francesco Rosi
Der Mann aus Eisen (Czlowiek s zelaza), Polen – Andrzej Wajda
Schmutziger Fluß (Doro na kawa), Japan – Kōhei Oguri

## Ehrenpreise

### Ehrenoscar
Barbara Stanwyck

### Special Achievement Award
Ben Burtt, Richard L. Anderson für die Toneffekte in Jäger des verlorenen Schatzes (Raiders of the Lost Ark)

### Irving G. Thalberg Memorial Award
Albert R. Broccoli

### Jean Hersholt Humanitarian Award
Danny Kaye

### Academy Award of Merit
Fuji Photo Film Co. Ltd.

### Scientific and Engineering Award
Nelson Tyler
Leonard L. Sokolow, Howard T. LaZare
Richard Edlund
Edward J. Blasko, Roderick T. Ryan

### Technical Achievement Award
Hal Landaker, Alan Landaker
Bill Hogan, Richard J. Stumpf, Daniel R. Brewer
Ernst F. Nettman
Bill Taylor
Peter Parks
Louis Stankiewicz, H. L. Blachford
Dennis Muren, Stuart Ziff

### Gordon E. Sawyer Award
Joseph Walker